# Аусбау-парадигма
Аусбау-парадигмата е подход в социолингвистиката, използван при анализа на разграничаването между свързани разновидности на езика. Тя разглежда две отделни и напълно независими групи от критерии за разграничаването на самостоятелен език от диалект – Abstandsprache („отдалечен език“) и Ausbausprache („изграден език“). В първия случай езиците се разграничават въз чрез структурните си характеристики, а във втория – чрез своята обществена или политическа функция.